# Санлукар-де-Баррамеда
Санлукар-де-Баррамеда (ісп. Sanlúcar de Barrameda) — муніципалітет в Іспанії, у складі автономної спільноти Андалусія, у провінції Кадіс. Населення — 66 541 особа (2010). Основні види зайнятості це виноградарство і риболовля.
Муніципалітет розташований на відстані близько 470 км на південний захід від Мадрида, 27 км на північ від Кадіса.
На території муніципалітету розташовані такі населені пункти: (дані про населення за 2010 рік)
- Ла-Альгайда: 3121 особа
- Бонанса: 10260 осіб
- Ла-Хара: 4329 осіб
- Мірафлорес: 341 особа
- Пастрана: 2316 осіб
- Санлукар-де-Баррамеда: 46174 особи

## Історія

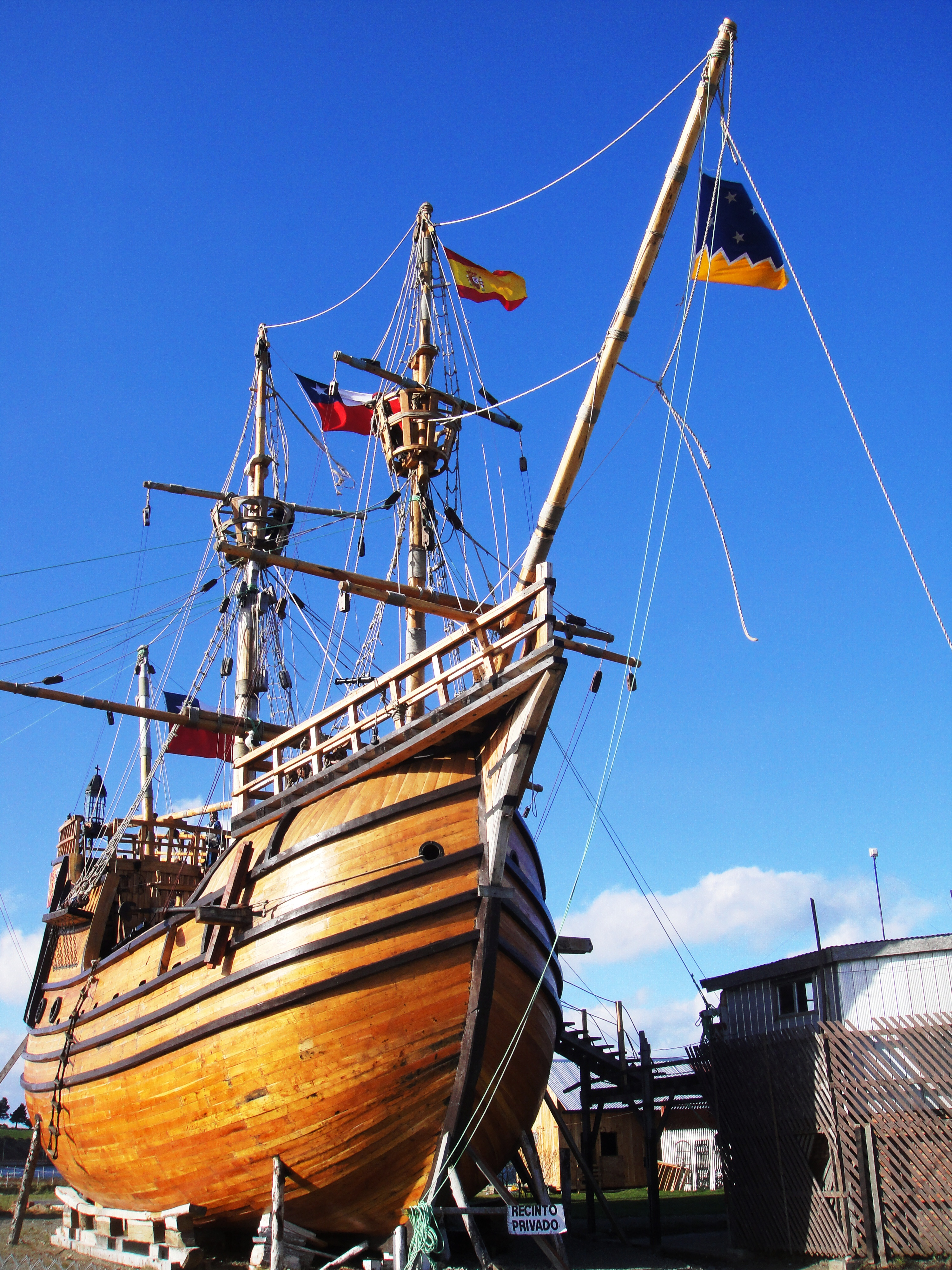
«Нао Вікторія», репліка корабля Фернана Маеллана в Пунта-Аренас

Після відкриття Нового світу, місто розвинулось як порт для переоснащення кораблів і стало точкою відправлення для багатьох іспанських конкістадорів. 30 травня 1498 Христофор Колумб відплив звідси у свою третю мандрівку. Інше історичне відправлення відбулось після того як 10 серпня 1519 Фернан Магеллан відбув з флотом з п'яти кораблів під його орудою з Севільї, спустившись Гвадалквівіром до Санлукар-де-Баррамеди в її гирло і залишався там більше ніж п'ять тижнів вийшовши звіди в море 20 вересня. Місто також стало свідком повернення останнього вцілілого корабля з експедиції Магеллана — Нао Вікторії, який був першим кораблем, що зміг обійти навколо світу.

## Демографія
Динаміка населення (INE ):

## Галерея зображень

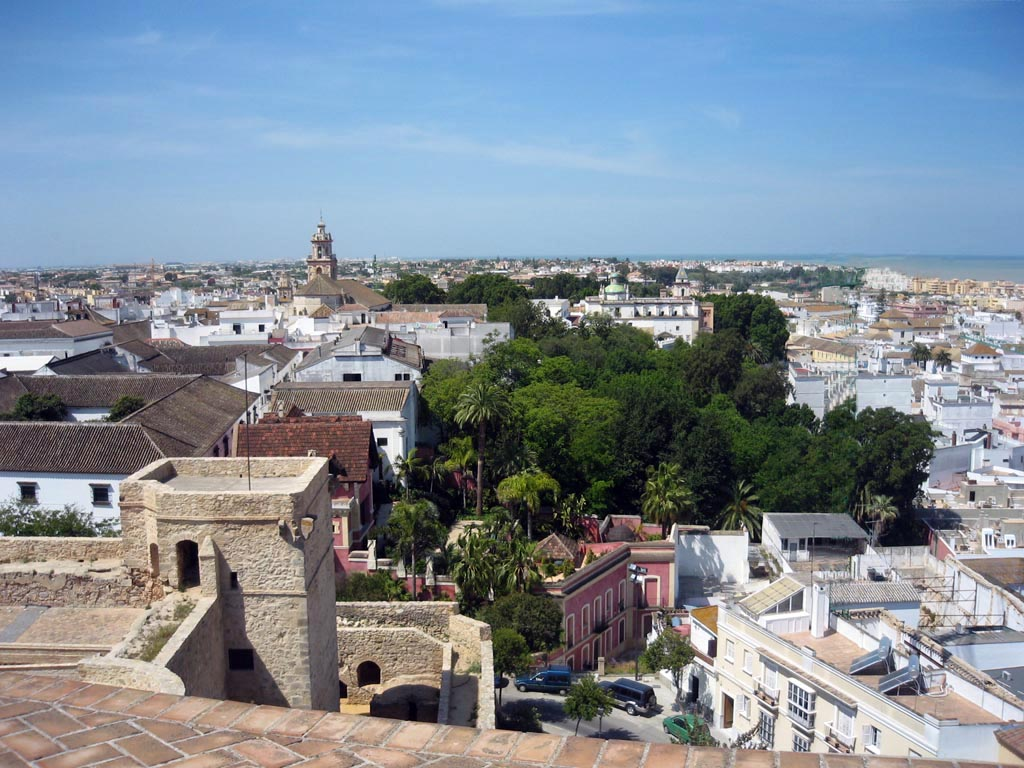
Верхня частина міста
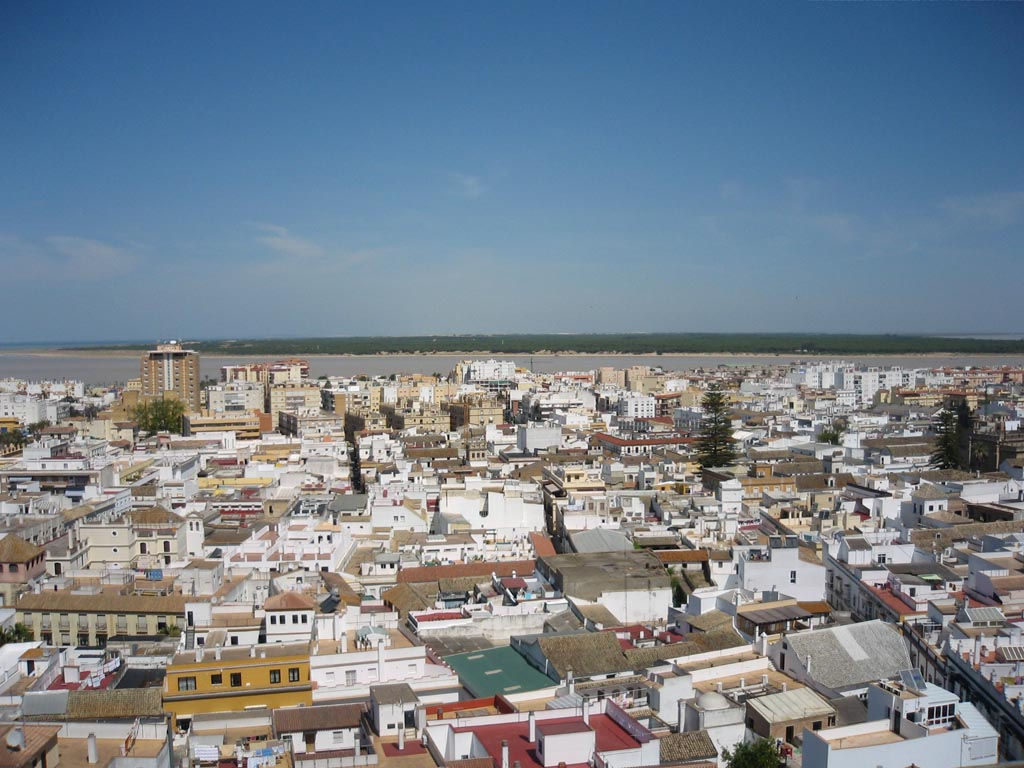
Нижня частина міста
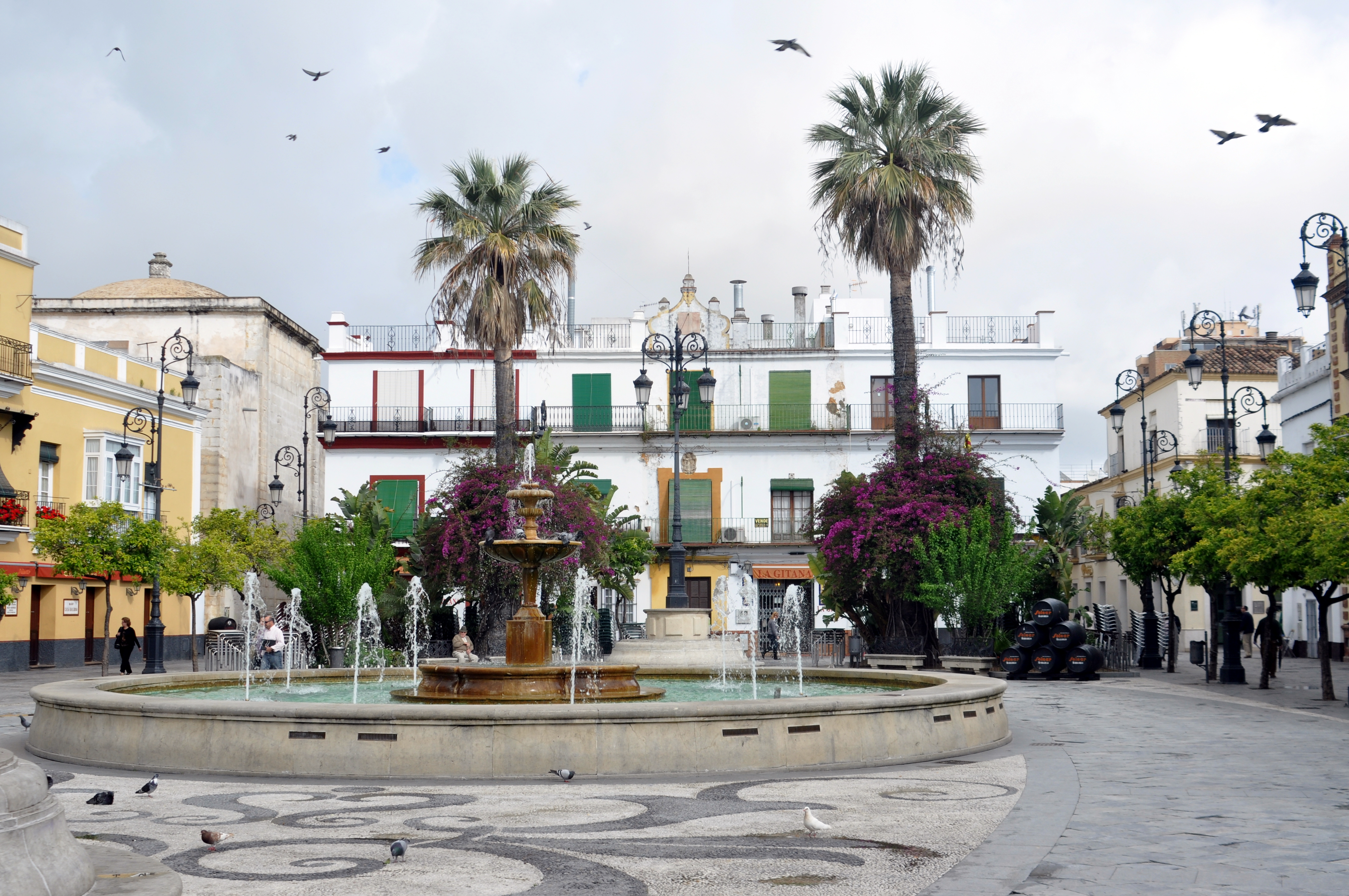
Пласа-дель-Кабільдо, історичний центр
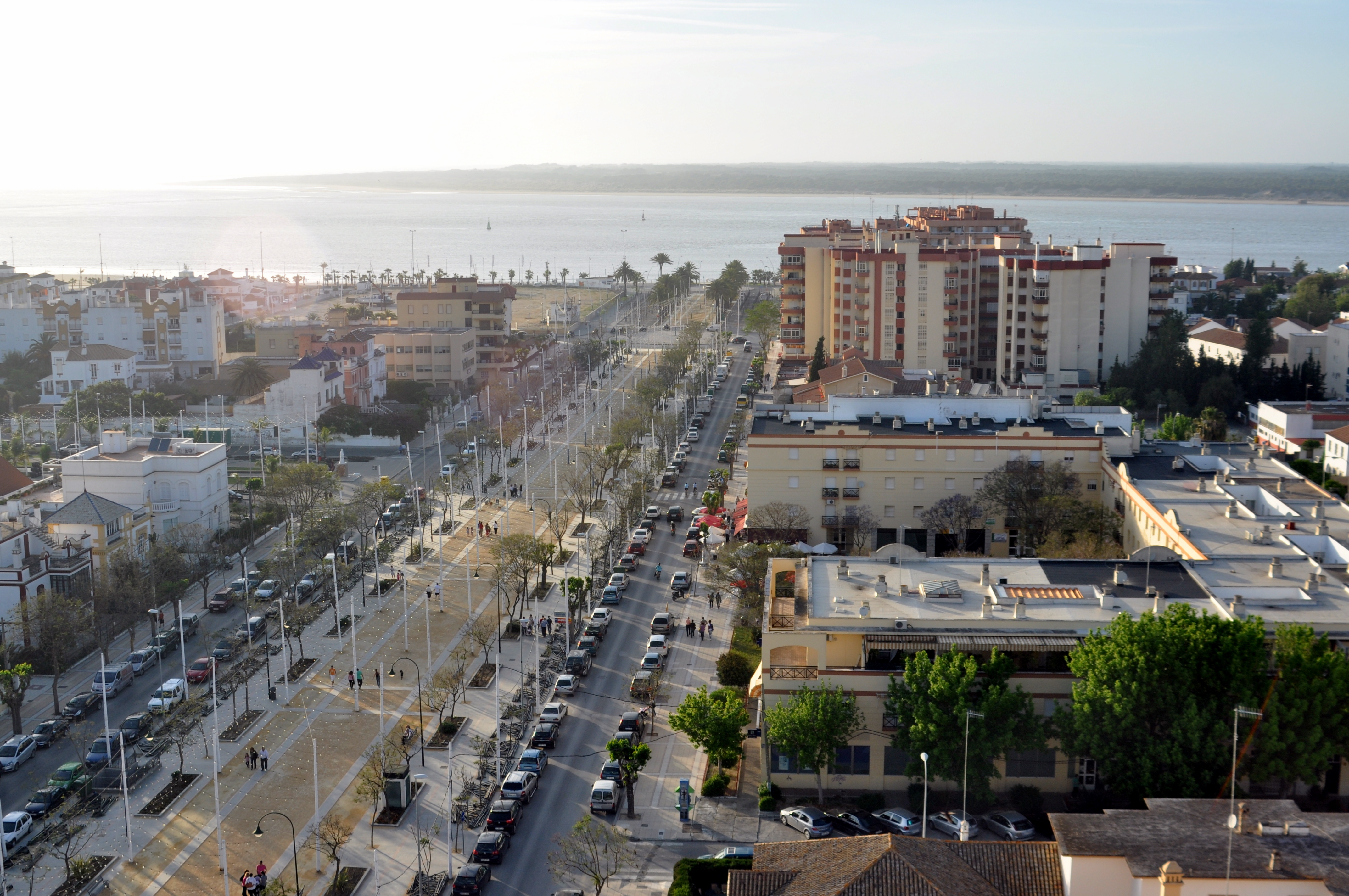
Гирло річки Гвадалквівір, Санлукар-де-Баррамеда
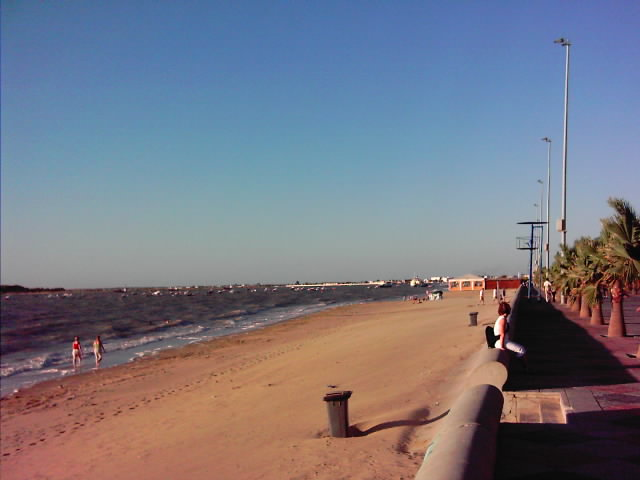
Пляж Санлукар
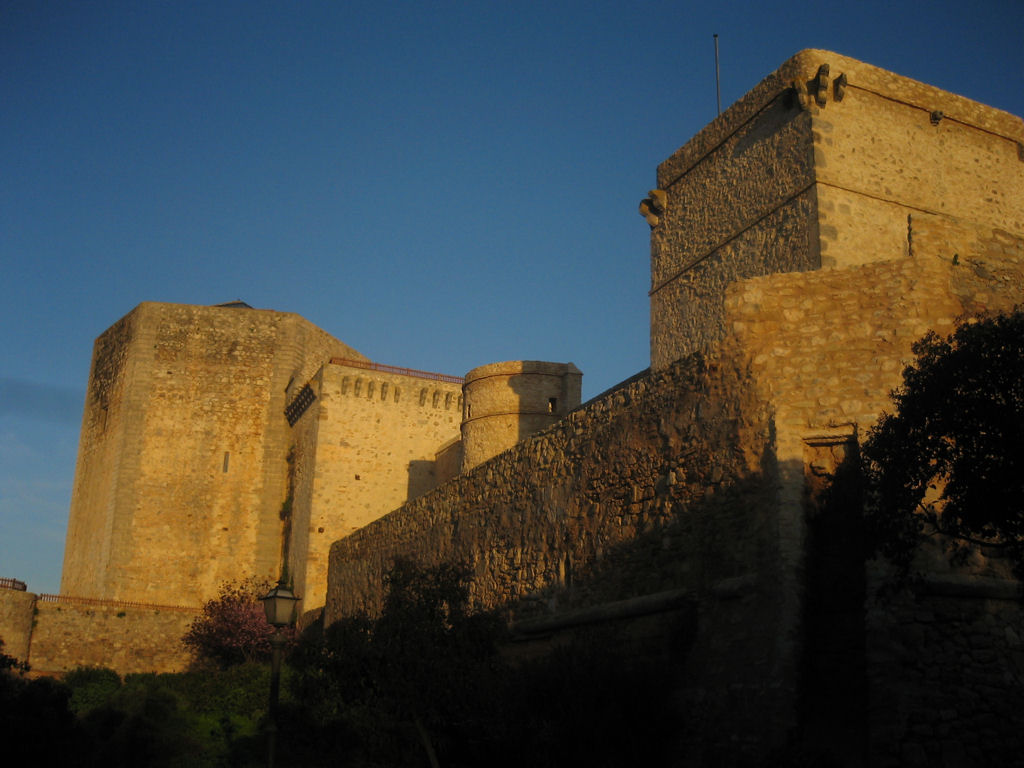
Замок Сантьяго
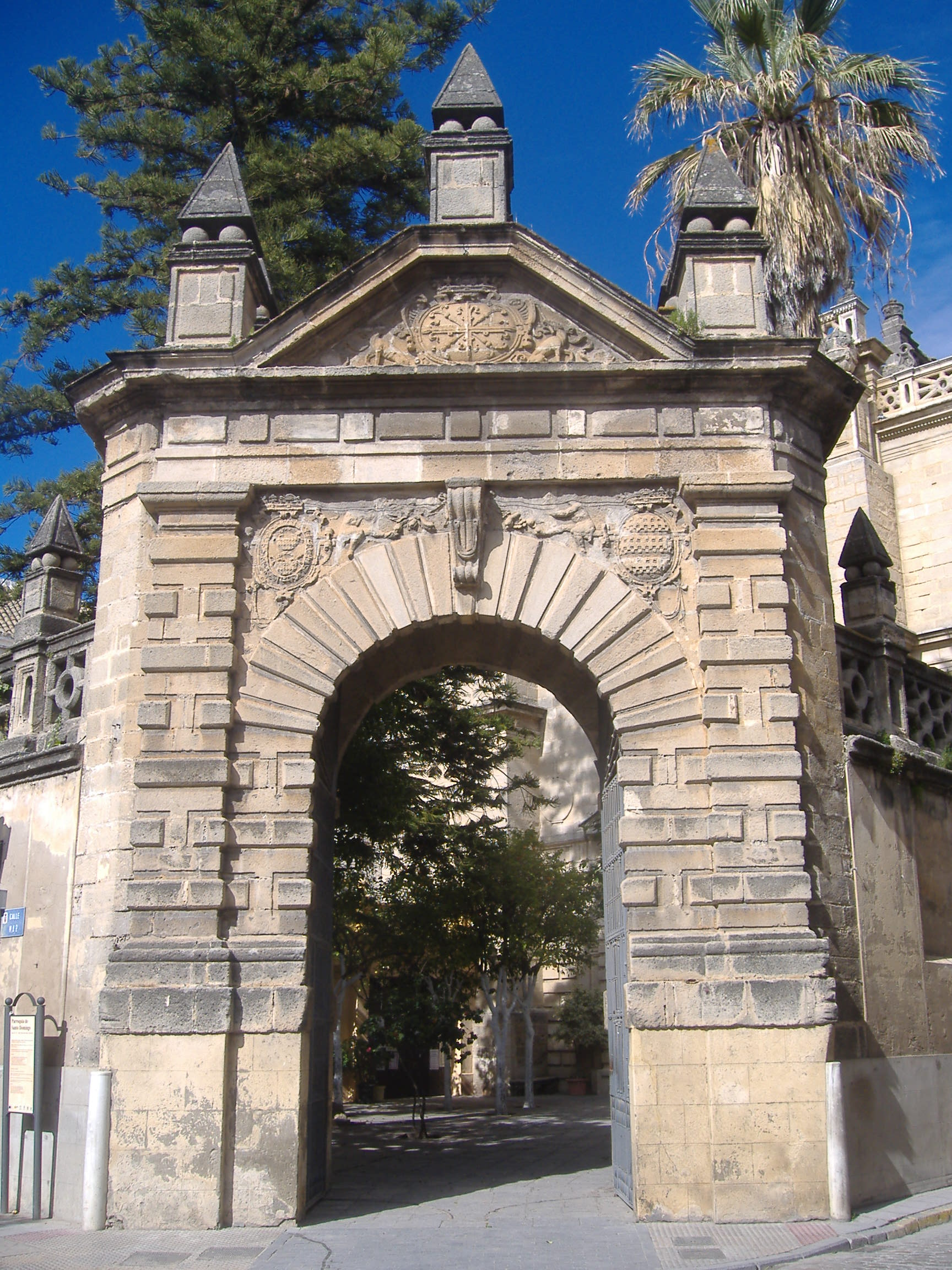
Церква Санто-Домінго
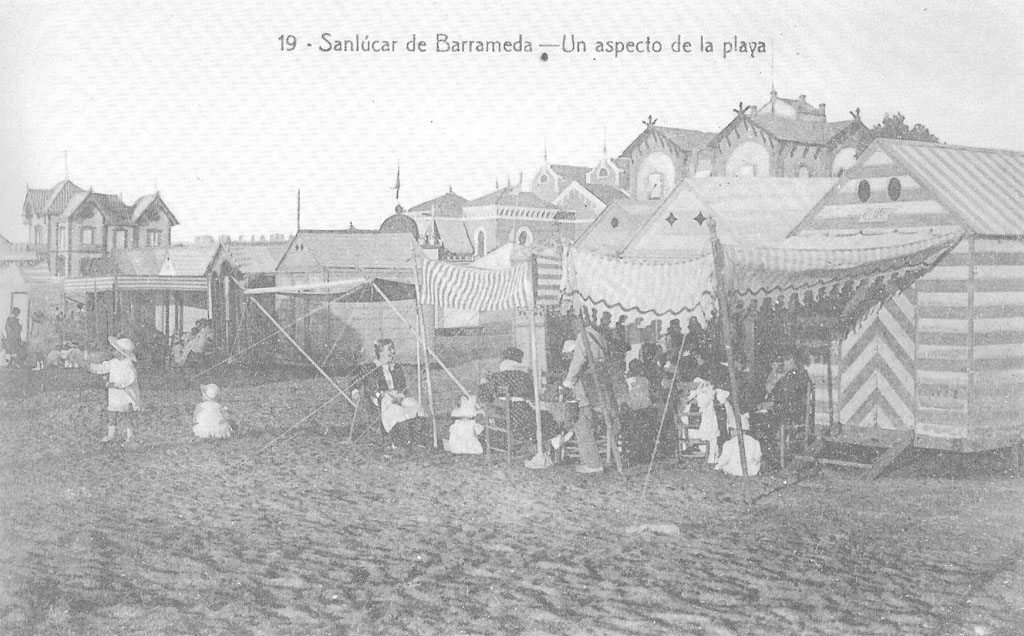
Пляж Санлукар на початку XX століття
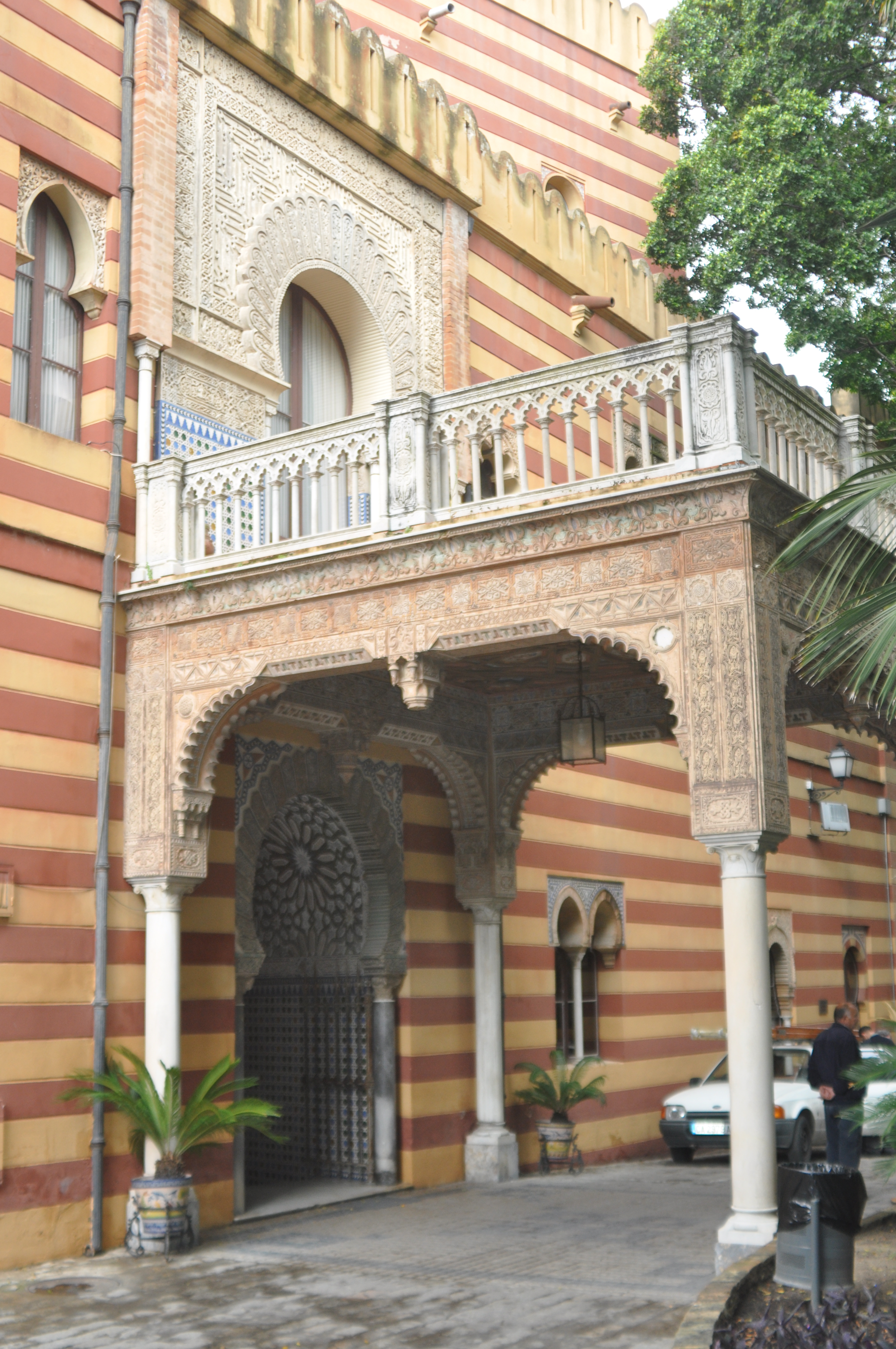
Муніципальна рада
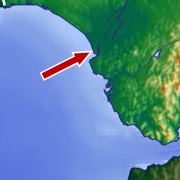
Розташування Санлукара на узбережжі Атлантичного океану
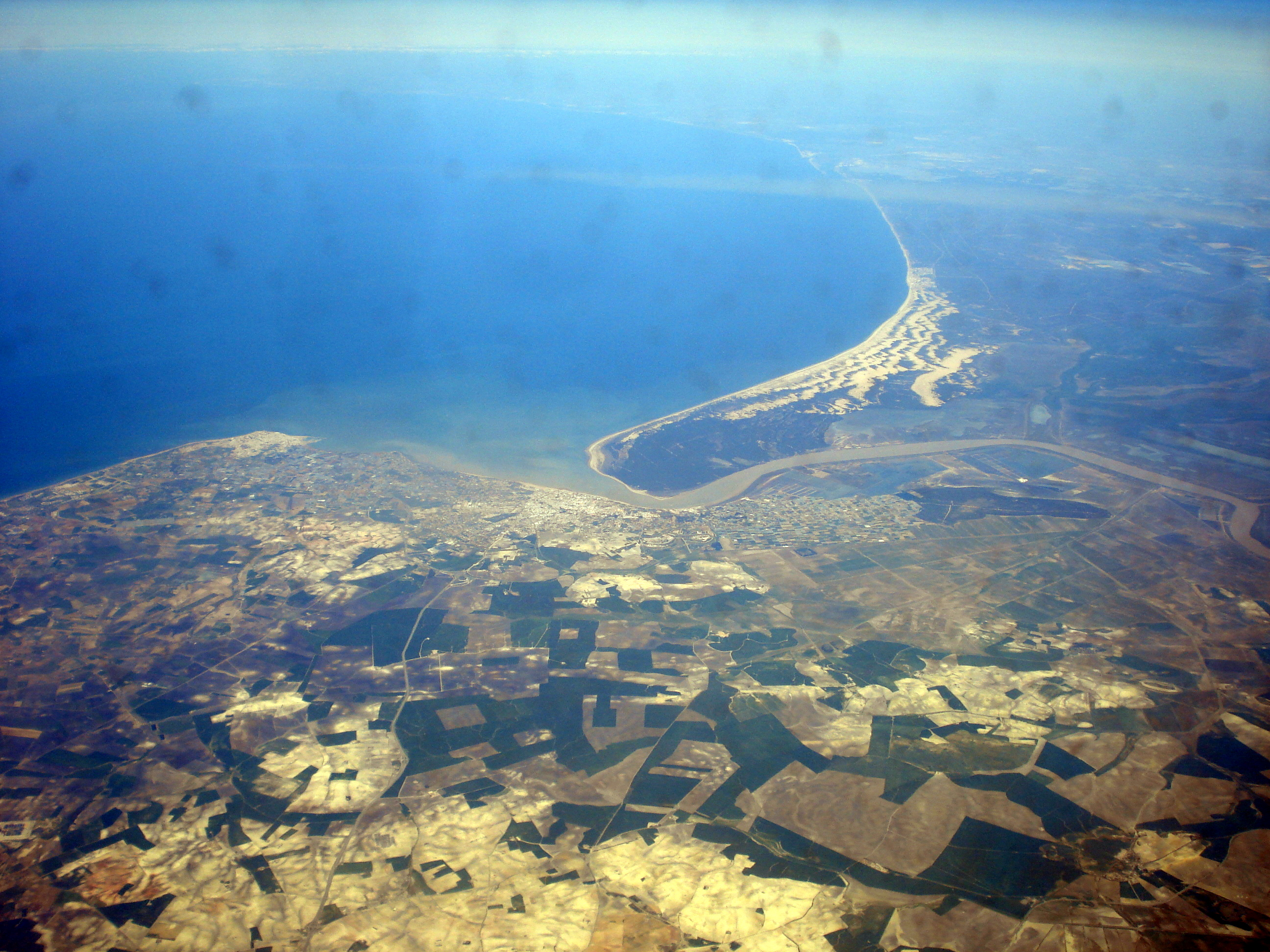
Гирло Гвадалквівіру
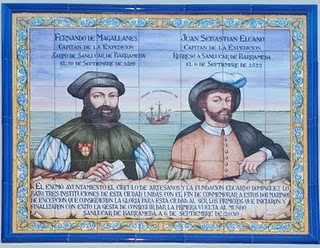
Пам'ятна дошка експедиції Магеллана-Елькано в Санлукар-де-Баррамеда